# Nathalie Palanque-Delabrouille
Nathalie Palanque-Delabrouille, née le 31 octobre 1970 à Ermont, est une cosmologiste française. Au cours de sa carrière de chercheuse en physique des particules, elle prend part à plusieurs expériences de grande ampleur (EROS, Antares, SNLS, SDSS, DESI). Son investissement auprès du grand public et son travail sont récompensés à plusieurs reprises par des prix, dont le prix Irène Joliot-Curie (2017), la nomination comme chevalier de la Légion d'honneur , (2018), et l'élection à l'Académie des Sciences (2020).

## Biographie
Née en 1970, Nathalie Palanque-Delabrouille obtient en 1992 un diplôme d'ingénieur à Télécom Paris. L'année 1992-1993, elle devient teaching assistant du département de physique à l'Université de Chicago. L'année suivante, elle devient research assistant du département d'astronomie et d'astrophysique à l'université de Chicago. Nathalie Palanque-Delabrouille soutient en 1997 sa thèse de doctorat Recherche de matière noire galactique par effet de microlentille gravitationnelle en cotutelle entre l'université de Chicago et l'université Paris-Diderot. Elle obtient la même année un poste de chercheur permanent  à l'Institut de recherche sur les lois fondamentales de l'univers au CEA de Saclay. De 2002 à 2011, elle participe aux corrections des épreuves de physique au concours d'entrée à l'École polytechnique. En 2008, elle participe à l'ouvrage d'Hubert Reeves Petite histoire de la matière et de l'univers. En 2009 elle est nommée experte senior au CEA en astroparticules et cosmologie, puis directrice de recherche au CEA en 2014. Ses travaux portent sur la matière noire et l'énergie noire. En 2011, elle publie aux éditions du seuil, en co-auteur avec son mari Jacques Delabrouille, Les nouveaux messagers du Cosmos. Durant l'année 2013-2014, elle prend le statut de chercheur invité au Lawrence Berkeley Laboratory à Berkeley (Californie). Elle est actuellement directrice de la division de physique du Lawrence Berkeley National Laboratory.
Mariée et mère de trois enfants (2000, 2001, 2005), Nathalie Palanque-Delabrouille vit actuellement en Ile-de-France.

## Formation
- 1992 : master de sciences en électroniques, diplôme d'ingénieur à Télécom Paris[10].
- 1994 : master de sciences au département de physique de Chicago[10].
- 1997 : doctorat de physique en cotutelle entre l'université de Chicago et l'université Paris 7 Denis-Diderot, supervisé par E. Aubourg et D.Schramm; obtention d'une mention très honorable avec félicitations du jury[10].
- 2005 : habilitation à diriger des recherches, université Paris 7[10].

## Prix et distinctions
- 1992 : prix  Lavoisier  du  ministère  des  Affaires  étrangères.
- 1993 : Prize of Excellence in Teaching of Undergraduates de l'université de Chicago[10].
- 1997 : prix Saint-Gobain de la Société française de physique récompensant les deux meilleures thèses de l'année.
- 2010 : prix Thibaud de l'Académie des sciences, belles-lettres et arts de Lyon.
- 2011-2014 : Principal Investigator du projet NuMass, allocation pour trois ans d'une somme de 191 000 € par l'Agence nationale pour la recherche (ANR).
- 2012 : prix du livre d’astronomie pour son ouvrage Les nouveaux messagers du cosmos.
- 2017 : prix Irène-Joliot-Curie dans la catégorie Femme scientifique de l'année[7].
- 2017-2021 : Principal Investigator du projet NILAC, allocation pour trois ans d'une somme de 312 000 € par l'ANR.
- 2018 :  Chevalière de la Légion d'honneur[1].
- 2020 : élection à l'Académie des sciences[3].

## Postes de responsabilité
Nathalie Palanque-Delabrouille a, depuis 1994, d'importantes responsabilités dans des expériences majeures à l'échelle internationales.
- 1994-2003 : Expérience de recherche d'objets sombres (EROS), recherche de matière noire à l'aide de microlentilles (dans la direction des deux nuages de Magellan).
- 1998-2004 : Antares (Astronomy with a Neutrino Telescope and Abyss environmental Research), astrophysique avec des neutrinos de haute énergie.
- 2003-2013 : SuperNova Legacy Survey (SNLS, cosmologie avec les supernovæ.
- Depuis 2010 : Sloan Digital Sky Survey (SDSS), Dark Energy Spectroscopic Instrument (DESI), cosmologie dans la thématique des grandes structures. Médiatrice (Ombudsperson) pour DESI de 2015 à 2018, chef du groupe de travail DESI Lyman-α en 2017 et 2018, chef des groupes de travail sur la sélection des cibles pour SDSS depuis 2012 et pour DESI de 2014 à 2017. Porte-parole international (Co-spokesperson) pour DESI depuis 2018.

## Extrait des publications
Nathalie Palanque-Delabrouille a plus de 200 publications et un indice h de 70.
- Microlensing towards the Small Magellanic Cloud EROS2 first year survey, 1998, 100+ citations.
- The core-collapse rate from the Supernova Legacy Survey, 2009, environ 100 citations.
- Variability selected high-redshift quasars on SDSS Stripe 82, 2011, environ 100 citations.
- Énergie noire et matière noire, conférence donnée à l'Institut d'astrophysique de Paris, 2011.
- The one-dimensional Ly-alpha forest power spectrum from BOSS, 2013, environ 100 citations.
- Neutrino masses and cosmology with Lyman-alpha forest power spectrum, 2015, 100+ citations.

## Ouvrages
- Les nouveaux messagers du cosmos, Paris, Éd. du Seuil, 2011[8].
- Petite histoire de la matière et de l'univers, Éditions Le Pommier, 2008[6].
- Lettres à Marie Curie, (ouvrage collectif) recueillies par JM Levy-Leblond, Éditions Thierry Marchaisse, 2020[11].

## Vulgarisation pour le grand public
Nathalie Palanque-Delabrouille a une importante activité de vulgarisation auprès du grand public (près d'une centaine d'interventions à travers le monde à ce jour), à travers des bars des sciences, des émissions radio ou télévisées, des podcasts, des festivals scientifiques, des séminaires ou des ateliers.
Ainsi, elle intervient comme conférencière et membre du comité scientifique au Festival d'Astronomie de Fleurance, depuis 2003, elle est marraine du festival international du film Pariscience en 2008. Elle intervient notamment en 2018 dans une école pour filles au Japon afin de promouvoir les sciences auprès de ce public. En 2018, elle est présidente du jury science et télévision du festival international du film Pariscience. En 2019, elle propose une conférence durant les Rendez-vous des Jeunes Mathématiciennes (édition de Rennes) sur la matière noire et l'énergie noire.